# Søren Stærmose
Mogens Søren Stærmose (født 20. april 1952 i Odense) er en dansk Tv- og filmproducer, mest kendt for filmene Mænd der hader kvinder, Pigen der legede med ilden, Luftkastellet der blev sprængt og The Girl with the Dragon Tattoo. Han arbejder for produktionsfirmaet Yellow Bird.
Stærmose har en Cand.mag. i litteratur og film fra Københavns Universitet. Han begyndte at producerer dokumentarer og kortfilm i 1985. Stærmose havde sin spillefilmsdebut som filmproducer hos victoria-film ApS i 1989 med Gabriel Axels film Christian. I 1993 producerede han den svenske film Morfars resa, der havde Max von Sydow i hovedrollen. I 2005 fik han sin tv-debut, som post production producer på den svenske tv-serie Wallander. . 4 år efter producerede Stærmose den første film i trilogien, Mænd der hader kvinder for Yellow Bird. Filmen blev godt modtaget og vandt 12 priser inklusiv en BAFTA-pris for bedste udenlandske film og en Guldbagge for bedste film. I 2011 producerede han også den engelsksprogede version af filmen, The Girl with the Dragon Tattoo.

## Filmografi

### Producer
- 1989: Christian
- 1993: Morfars resa
- 1993: Brandbilen som forsvandt
- 1993: Manden på balkonen
- 1994: Stockholm marathon
- 1995: Lumière et compagnie (dokumentar)
- 1996: The Disappearance of Finbar
- 1997: Et hjørne af Paradis
- 1998: Zingo
- 2003: Capriciosso
- 2005: Wallander (tv-serie)
- 2008: Irene Huss (tv-miniserie)
- 2009: Mænd der hader kvinder
- 2009: Pigen der legede med ilden
- 2009: Luftkastellet der blev sprængt
- 2010: Millennium (tv-miniserie)
- 2011: The girl with the dragon tattoo
- 2013: Skumtimmen

### Skuespiller
- 2007: Forbrydelsen som Leif Simonsen (5 episoder)